# Oldřich Byrtus
Oldřich Byrtus (* 4. leden 1994 v Ostravě) je český fotbalový obránce a bývalý mládežnický reprezentant.

## Hráčská kariéra
Svoji fotbalovou kariéru začal tento obránce v rodné Ostravě. Nejdříve hrál v mládežnických kategoriích za FC Baník Ostrava a poté se dostal i do A-týmu. V první lize nastoupil v jedenácti utkáních, aniž by skóroval (10.05.2014–28.11.2014).
Na podzim 2015 hostoval v Karviné, na začátku března 2016 přestoupil do MFK Frýdek-Místek. V sezoně 2017/18 byl hráčem TJ Valašské Meziříčí, v březnu 2018 přestoupil do FC Viktoria Otrokovice. Od sezony 2018/19 působil v nižších rakouských soutěžích.

### Reprezentace
Českou republiku reprezentoval ve výběrech do 16 let (3/0), 17 let (3/0), 19 let (2/0) a 20 let (8/0).

### Prvoligová bilance
| Ročník          | Zápasy | Góly | Minuty | Klub             |
| --------------- | ------ | ---- | ------ | ---------------- |
| I. liga 2013/14 | 2      | 0    | 180    | FC Baník Ostrava |
| I. liga 2014/15 | 9      | 0    | 232    | FC Baník Ostrava |
| CELKEM I. LIGA  | 11     | 0    | 412    |                  |